# A República Portuguesa (diário)
A República Portuguesa: diário republicano radical da manhã publicou-se em Lisboa entre 13 de Outubro de 1910 e 22 de Abril de 1911. Filho do 5 de Outubro de 1910, este diário republicano vem defender a república instalada, o seu governo provisório e as suas políticas progressistas. Ligados à fundação do jornal estão os nomes de Manuel Bravo, Ribeiro de Carvalho, Tomás da Fonseca, Severino Soares e Santiago Prezado aos que se juntaram: Luís da Câmara Reis, Carlos Olavo, Alberto Xavier, Francisco Pulido Valente, Carlos Amaro, Alfredo Pimenta, Lopes de Oliveira, Arlindo Monteiro, Álvaro de Castro, Guerra Junqueiro Silva Passos, Luiz Cardim e Ginestal Machado e ainda Cristiano de  Carvalho nas caricaturas das primeiras páginas.